# Motto (nakladatelství)
Motto je české nakladatelství, sídlící v Praze 4 - Podolí. Vydává knihy jak českých spisovatelů (např. Haliny Pawlowské, či Michaely Klevisové), tak i mnoha jiných zahraničních autorů.